# Socó-boi-baio
Abetouro-ruivo ou socó-boi-baio (nome científico: Botaurus pinnatus) é uma espécie de ave da família dos ardeídeos encontrada nas regiões tropicais do Novo Mundo. Alimenta-se de peixes, moluscos, anfíbios e répteis.

## Descrição

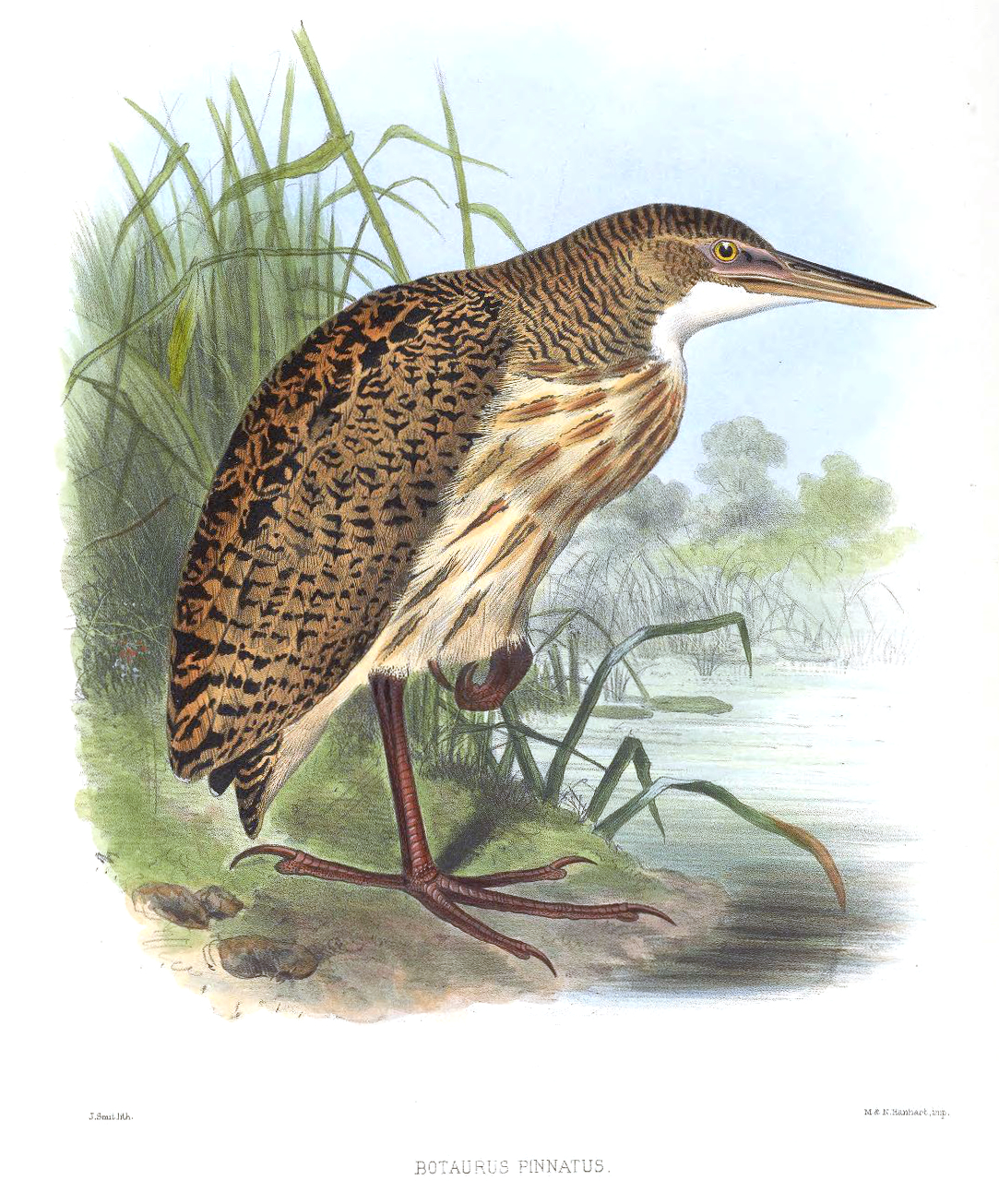
Socó-boi-baio em desenho

O socó-boi-baio é uma grande garça, medindo entre 64 e 76 centímetros, com um peso que varia de 550 a 1150 gramas; os machos geralmente pesam consideravelmente mais do que as fêmeas. Os sexos têm plumagem semelhante, mas as fêmeas tendem a ser menores que os machos, além de possuírem uma cauda marrom em vez de preta.
Tanto as aves adultas como as imaturas são geralmente cor de couro, embora fortemente marcados com padrões característicos da espécie. Os juvenis tendem a ter uma cor de fundo um pouco mais avermelhada. A garganta é branca sem marcas, o pescoço é branco com listras largas de marrom-claro e o resto do pescoço é amarelo-claro com uma barra preta fina. O peito e o ventre são brancos com largas estrias castanhas claras, enquanto o dorso é amarelo, fortemente estriado e com barras pretas. As retrizes são pretas nos machos e castanhos nas fêmeas; as rêmiges cinza-ardósia criam um notável efeito de dois tons durante o voo.

### Voz
Se assustado, o socó-boi-baio faz uma vocalização rawk-rawk-rawk áspera. Durante a estação de reprodução, o macho vocaliza ao anoitecer e na noite; seu chamado é um profundo poonk ou poonkoo.

## Taxonomia e sistemática
O naturalista alemão Johann Georg Wagler, que primeiro descreveu o socó-boi-baio em 1829, classificou-o no gênero Ardea. Às vezes é incluído em uma superespécie com o abetouro-americano (B. lentiginosus), enquanto outros autores consideram todo o gênero Botaurus como uma única superespécie.
Existem atualmente duas subespécies reconhecidas, separadas por uma lacuna na América Central:
- Botaurus pinnatus caribaeus Dickerman, 1961 – Leste do México, Belize e (raramente) Guatemala. Em média, bico mais longo, asas e cauda mais curtas, mais pálida, menos estrias na garganta.
- Botaurus pinnatus pinnatus (Wagler, 1829) – sudeste da Nicarágua até o Equador e Guianas, sul pelo Brasil até o Paraguai e nordeste da Argentina. Em média, bico mais curto, asas e cauda mais longas, mais escuro, mais estrias na garganta.

## Distribuição e ecologia
A espécie é encontrada até o sul do México. Sua distribuição se estende da encosta atlântica do sudeste do México ao norte da Argentina, embora haja poucos registros para a Guatemala e Honduras. A espécie ocorre principalmente em regiões baixas, mas foi registrada na Cordilheira Oriental da Colômbia em mais de 2 600 metros acima do nível do mar.
Ele pode ser encontrado em uma variedade de habitats de água doce, incluindo densos canaviais e margens de lagos, pastagens inundadas de grama alta, pântanos e valas cobertas de vegetação. Tipicamente, a vegetação no seu habitat é dominado por altas ciperáceas (Cyperacae), jacintos de água (Eichornia), junco (Juncus), juncos típicos (Phragmites) ou cattails (Typha). Também utiliza plantações de arroz (Oryza) e cana-de-açúcar (Saccharum).
O socó-boi-baio é principalmente noturno. Embora geralmente solitário, ele se reúne em pequenos grupos soltos nas áreas de alimentação favoráveis. Quando assustado, tende a congelar-se com o corpo agachado e a cabeça levantada verticalmente apenas o suficiente para ver. Normalmente, ele levanta voo apenas por pequenas distâncias.
As estimativas de sua população e das tendências gerais da população são desconhecidas. Devido à sua ampla distribuição, mesmo assim é considerado uma espécie de menor preocupação pela IUCN.

### Alimentação e alimentação
Sua dieta é variada, consistindo de peixes (incluindo enguias), répteis, anfíbios, pintinhos, artrópodes e pequenos mamíferos (até mesmo jovens saguis comuns, Callithrix jacchus), todos normalmente pegos em emboscadas. O socó-boi-baio é um caçador paciente, ficando muitas vezes parado imóvel por longos períodos enquanto espera a presa se mover para dentro do alcance.

### Reprodução
Como é típico dos Botaurinae (mas ao contrário da maioria das garças), o socó-boi-baio é um reprodutor solitário. Seu ninho, uma plataforma ou copo raso de talos de junco, ou outro material vegetal, é tipicamente construído entre uma vegetação densa, não muito acima da superfície da água. A fêmea põe de dois a três ovos marrom-oliva e acredita-se que faça toda a incubação. O socó-boi-baio se reproduz quase exclusivamente na estação chuvosa.